# Rose Lavelle
Rosemary Kathleen Lavelle (Cincinnati,  Ohio, 14 mei 1995) is een Amerikaans  voetbalster die als middenvelder speelt. Ze verruilde Boston Breakers in 2018 voor Washington Spirit. Lavelle debuteerde in 2017 in het Amerikaans voetbalelftal.

## Clubcarrière
Lavelle speelde tijdens haar collegatijd voor Wisconsin Badgers. Daarna verkaste ze naar de Dayton Dutch Lions. In 2017 ging Lavelle voor de Boston Breakers spelen. Dit team werd echter aan het eind van het seizoen opgeheven, waardoor Lavelle vertrok naar Washington Spirit

## Interlandcarrière
Lavelle voetbalde voor meerdere Amerikaanse jeugdelftallen. Ze maakte op 4 maart 2017 haar debuut in het Amerikaanse voetbalelftal, tegen Engeland. Ze werd die wedstrijd uitgeroepen tot 'player of the match'. Op 9 april 2017 maakte ze haar eerste interlanddoelpunt, tegen Rusland. Lavelle won twee jaar later met Amerika het WK 2019.